# Templo de Atenea Ergane
El Templo de Atenea Ergane fue un santuario o pequeño templo de la Acrópolis de Atenas en Grecia. No se ha encontrado la ubicación del templo, pero se cree que estaba en algún lugar al este del Santuario de Artemisa Brauronia y al norte de la Calcoteca.
El culto de Atenea Ergane era el culto a Atenea en su calidad de patrona de los artesanos de la ciudad. Se han encontrado cinco inscripciones en la Acrópolis que sugieren que la colina era el lugar del culto a Atenea Ergane. Dos de ellas se encontraron en la zona situada entre el santuario de Artemisa Brauronia y el extremo occidental del Partenón, lo que sugiere que el santuario se situaba normalmente en esta zona. Si esto es correcto, el santuario se construyó como muy pronto en el período clásico a finales del 400 a. C., cuando se creó la meseta de la zona durante otras obras de construcción.